# Hospital Daher
O Hospital Daher Lago Sul é um hospital privado brasileiro, da região administrativa de Lago Sul, no Distrito Federal.

## História
Em 1978, foi inaugurada a Clínica Daher, voltada para o atendimento médico na área de cirurgia plástica estética e reparadora. A necessidade de ampliar o atendimento médico à sociedade transformou, em 1998, a Clínica Daher em Hospital Daher Lago Sul: um Hospital Geral que atende a diversas especialidades.